# Pembroke (North Carolina)
Pembroke ist eine Town in Robeson County im Bundesstaat North Carolina in den Vereinigten Staaten von Amerika. Im Jahr 2000 betrug die Bevölkerung 2.399 Einwohner. 89 Prozent der Bevölkerung sind amerikanische Ureinwohner. Der Ort ist Sitz der Stammesverwaltung der Indianer aus dem Volk der Lumbee in North Carolina.

## Geographie
Pembroke liegt bei den Koordinaten 34° 41′ N, 79° 12′ W. Nach Angaben des United States Census Bureau umfasst das Gebiet des Ortes 6,1 Quadratkilometer, davon liegen alle Flächen an Land.

## Demographie
Nach der Volkszählung im Jahr 2000 lebten in Pembroke 2.399 Menschen. Davon wohnten 34 Personen in Sammelunterkünften, die anderen Einwohner lebten in 961 Haushalten und 611 Familien. Die Bevölkerungsdichte beträgt 396 Einwohner pro Quadratkilometer. Ethnisch betrachtet setzt sich die Bevölkerung zusammen aus 88,9 Prozent Indianern, 8,15 Prozent Weißen, 2,2 Prozent Afroamerikanern und 0,54 Prozent Asiaten; 0,7 Prozent stammen von zwei oder mehr Ethnien ab. 1,1 Prozent der Bevölkerung waren spanischer oder lateinamerikanischer Abstammung.
Von den 961 Haushalten hatten 35,7 Prozent Kinder unter 18 Jahren, die bei ihnen lebten, 27,3 Prozent davon waren verheiratete, zusammenlebende Paare, 32,5 Prozent waren allein erziehende Mütter und 36,4 Prozent waren keine Familien. 32,5 Prozent waren Singlehaushalte und in 11,2 Prozent lebten Menschen mit 65 Jahren oder älter. Die Durchschnittshaushaltsgröße betrug 2,46 und die durchschnittliche Familiengröße war 3,12 Personen.
34,8 Prozent der Bevölkerung waren unter 18 Jahre alt, 11,5 Prozent zwischen 18 und 24, 25,8 Prozent zwischen 25 und 44, 17,6 Prozent zwischen 45 und 64, 10,3 Prozent waren 65 Jahre alt oder älter. Das Durchschnittsalter betrug 27 Jahre. Auf 100 weibliche Personen kamen 75,2 männliche Personen. Auf 100 Frauen im Alter von 18 Jahren oder darüber kamen 64,9 Männer.
Das jährliche Durchschnittseinkommen eines Haushalts betrug 18.355 US-$ und das jährliche Durchschnittseinkommen einer Familie betrug 21.218 $. Männer hatten ein durchschnittliches Einkommen von 26.875 $ gegenüber den Frauen mit 21.510 $. Das Prokopfeinkommen betrug 10.202 $. 40,7 Prozent der Bevölkerung und 39,9 Prozent der Familien lebten unterhalb der Armutsgrenze. 54,3 Prozent von ihnen sind Kinder und Jugendliche unter 18 Jahre und 34,1 Prozent sind 65 Jahre oder älter.

## Geschichte
Archäologische Ausgrabungen im gesamten Robeson County zeigen eine bis zum Ende der letzten Eiszeit zurückreichende und durchgehende Geschichte der Besiedlung des Gebietes, insbesondere in der Nähe des Lumber River (früher Drowning Creek). Der Lumber schlängelt sich durch Pembroke und die Siedlung, aus der sich Pembroke entwickelte, lag an dessen Ufer, an dem Artefakte aus der früheren Besiedlung gefunden wurden. Dies deutet an, dass die indianischen Siedlungen entlang des Flusses Teil eines ausgedehnten Handelnetzwerkes mit anderen Regionen der heutigen Südstaaten waren. Nach dem ersten kolonialen Kontakt fanden europäische Waren, beispielsweise Pfeifenköpfe aus Porzellan, die zwischen den Spaniern, Franzosen und den Engländern und den Indianern an der Küste getauscht wurden, ihren Weg nach Pembroke – lange bevor die Europäer dort siedelten. Sümpfe, Flüsse und artesische Brunnen gewährten den Einheimischen eine hervorragende Wasserversorgung, es gab reichlich Fische und in der üppigen Vegetation gab es etliche essbare Pflanzen.
1725 kartographierten britische Forscher im Auftrag der Wineau Factory ein Dorf der Waccamaw Sioux einige Kilometer westlich des heutigen Pembroke am Ufer des Lumber River. 1754 erhielt der Governor von North Carolina Arthur Dobbs einen Bericht seines Agenten und kommandierenden Offiziers der Bladen County Miliz, Colonel Rutherford, einen Bericht, wonach eine „Gemischte Gruppe“ 50 indianischer Familien am Drowning Creek in der Nachbarschaft der Waccamaw Sioux lebten. Er berichtete außerdem von einem erschossenen Forscher, der die „leeren Landstriche“ hatte begutachten wollen. Dies sind die ersten schriftlichen Belege über die Stämme der Lumbee und Tuscarora.
Der Lowry-Krieg zwischen 1861 und 1874, eines der wichtigsten und kontrovers diskutierten Ereignisse in der Geschichte North Carolinas, fand in und um Pembroke statt. Ein 17-jähriger Junge namens Henry Berry Lowry von Stamm der Tuscarora, dessen Vater und Bruder durch die konföderierte Bürgerwehr ermordet wurden, führte mit einer Gruppe Indianern und Afroamerikanern aus North Carolina einen sieben Jahre dauernden Guerilla-Krieg gegen die Konföderation in den Gebieten um Robeson und Pembroke. Nach ihren Anschlägen flohen sie in die Sümpfe, ein überaus effektiver Schutz vor der Gefangennahme. Als der Krieg sich fortsetzte, wurde die Nahrung durch die Ankunft immer mehr Gesetzloser (geflohene Sklaven, desertierte Konföderierte und ausgebrochene Unionsgefangene) knapp. Die Rebellen änderten ihre Taktik und überfielen Plantagen, um die Nahrungsmittel unter den Armen in Pembroke, das in dieser Zeit „Scuffletown“ oder „The Settlement“ hieß, zu verteilen. Lowry verschwand 1872 spurlos. Gegen Ende des Jahrhunderts wurde der Ort nach einem Beamten der Eisenbahngesellschaft schließlich zu Pembroke umbenannt.

## Pembroke Heute
Pembroke ist der Sitz der Stammesverwaltung der Indianer vom Stamme der Lumbee in North Carolina, dem größten indianischen Volk östlich des Mississippi River, das neuntgrößte Indianervolk und das größte (teilweise) anerkannte, nicht in Reservaten und ohne finanzielle Unterstützung des Staates lebende Volk in den Vereinigten Staaten. Die Lumbee machen mit einer Population von 52.614 etwa die Hälfte aller in North Carolina lebender Indianer aus. Sie leben überwiegend in den Countys Robeson, Hoke, Scotland und Cumberland.

## Persönlichkeiten
- Chris Chavis, (Lumbee), Wrestler
- Henry Berry Lowrie, (Tuscarora), Rebell und Anführer im Lowry War
- Malinda Maynor, (Lumbee), Professorin Indian
- Kelvin Sampson, Trainer der Indiana Hoosier